# Carl Johan Sjöstrand

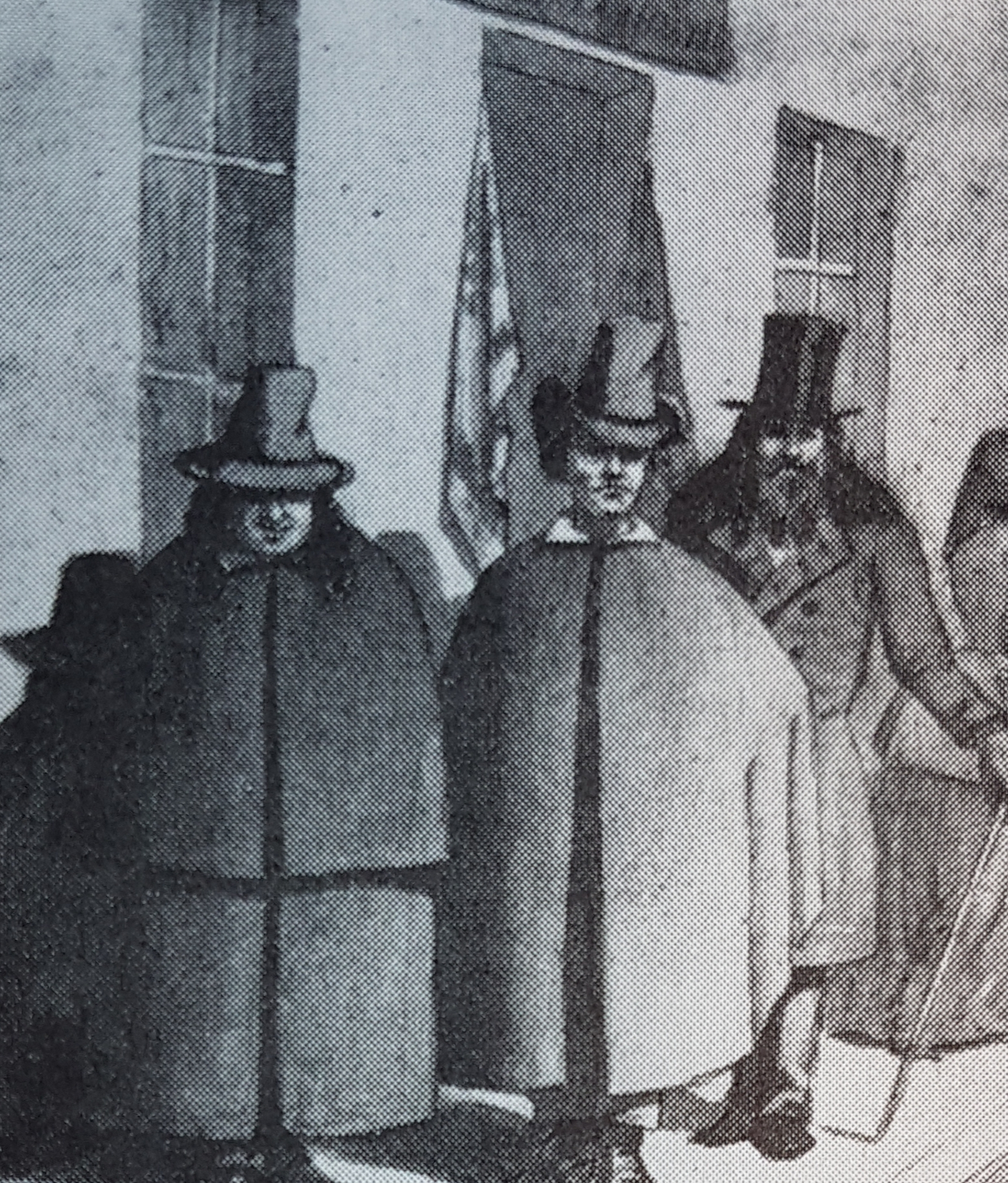
Carl Johan Sjöstrand personen i mitten avbildad av Carl Skogman

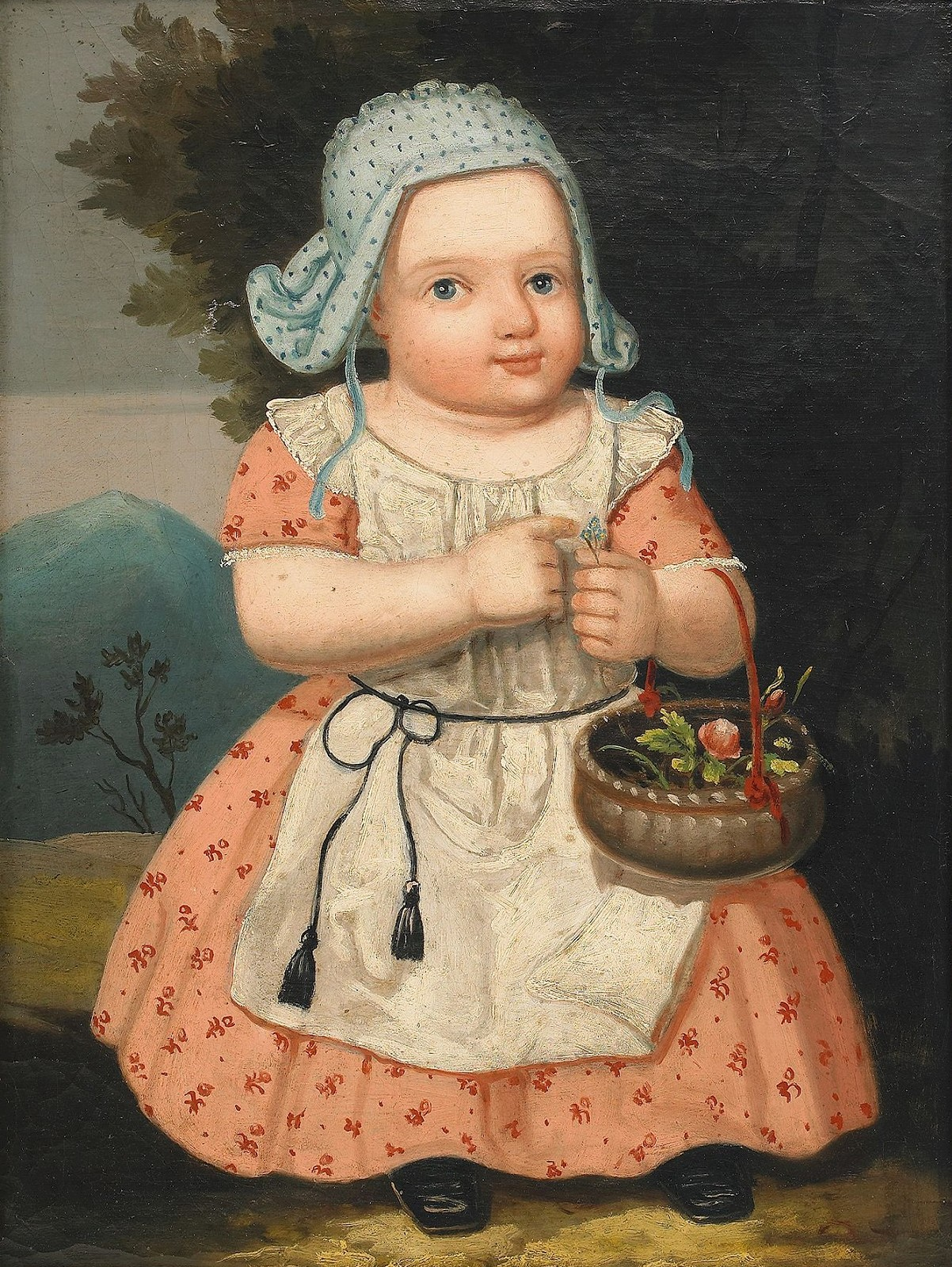
Porträtt av sin dotter, målat av Carl Johan Sjöstrand 1848.

Carl Johan Sjöstrand, född 8 november 1789 i Norrköping, död 30 april 1857 i Stockholm, var en svensk målare.
Han var gift med Johanna Sofia Moberg och far till Carl Eneas Sjöstrand samt farfar till Helmi Sjöstrand och Acke Sjöstrand. Han inledde sina studier vid Konstakademien omkring 1815 och uppges dessförinnan arbetat som ämbetsmålare. Han belönades från principskolan med en jetong 1816 för en figurteckning och flyttades samtidigt upp till den nyöppnade gipsskolan. De följande åren utmärkte han sig flera gånger och tilldelades flera jetonger och medaljer från konstakademien. Han specialstuderade historiemåleri för GE Hasselgren och kom senare att tillämpa Hasselgrens tunga och torra kolorit i sina egna målningar. Sjöstrand som kallades Lille Sjöstrand och Den sublime av sina konstnärskamrater föraktade allt genremåleri och såg som sin uppgift att måla historiska motiv. Sina blygsamma inkomster drygade han ut genom att ge privatlektioner och han var i början av 1830-talet Gustaf Wilhelm Palms och PG Wickenbergs förste handledare i konsten att riva och bereda oljefärgerna. Han uppges ha målat över 3000 små historietavlor men var större delen av dessa har hamnat är okänt. En större oljemålning med motiv från Långholmen överlämnades 1947 som gåva till Stockholms stad och några av hans porträtt finns förtecknade i Svenska porträttarkivert. Han utgav 1843 12 häften under namnet 
Ritbok för barn.